# Paul-André Forget
Paul-André Forget est né le 31 août 1931 à Lafontaine et est décédé le 25 janvier 2002 à l'âge de 70 ans à Saint-Jérôme fut un agriculteur et un homme politique québécois.

## Carrière politique
La carrière politique de Paul-André Forget débuta en 1956 alors qu'il fut conseiller municipal de la paroisse de Saint-Jérôme jusqu'en 1959. Plus tard, il s'impliqua en tant que président de l'association libérale de la circonscription de Prévost, dans les Laurentides. Lors de l'élection de 1985, il fut élu député libéral de Prévost. Il occupa ce poste jusqu'en 1994.